# Iago Díaz
Iago Díaz Fernández (ur. 10 lutego 1993 w Barcelonie) – hiszpański piłkarz występujący na pozycji pomocnika w Almeríi.